# Galerie Birch
Galerie Birch er et dansk kunstgalleri beliggende i Palægade 5 i København. Galleriet åbnede i 1946 og er det ældste danske galleri for moderne kunst.
Galerie Birch var oprindelig ejet af kunsthandler Børge Birch. Galleriet, der tidligere lå i Bredgade, blev i 1994 overtaget af datteren Anette Birch. 
Galleriet er kendt for sit arbejde med COBRA-kunstnere, her blandt andet Asger Jorn, Pierre Alechinsky, Christian Dotremont og Reinhoud D'Haese. Udover det har galleriet også arbejdet sammen med et udvalg af internationale kunstnere som, Walasse Ting, Jan Voss og også danske, bl.a. Carl-Henning Pedersen. 
Allerede i 1951 havde galleriet udstillinger med kendte kunstnere som, Picasso, Poliakoff og Soulages.